# Torpedo-ChTZ Charków
Torpedo-ChTZ Charków (ukr. ФК «Торпедо-ХТЗ» Харків) – ukraiński klub piłkarski z siedzibą w mieście Charków, w północno-wschodniej części kraju, założony w 1933.

## Historia
Chronologia nazw:
- 1933: Traktornyj Zawod Charków (ukr. «Тракторний завод» Харків, ros. «Тракторный завод» Харьков)
- 1937: Traktor Charków (ukr. «Трактор» Харків, ros. «Трактор» Харьков)
- 04.1946: Traktor Sim Charków (ukr. «Трактор» Сім Харків, ros. «Трактор» Сим Харьков)
- 05.1946: Traktor Charków (ukr. «Трактор» Харків, ros. «Трактор» Харьков)
- 1949: Torpedo Charków (ukr. «Торпедо» Харків)
- 1970: ChTZ Charków (ukr. «ХТЗ»  Харків)
- 2001: Torpedo-ChTZ Charków (ukr. «Торпедо-ХТЗ» Харків)

Piłkarska drużyna Traktornyj Zawod została założona w Charkowie i reprezentowała miejscową Fabrykę Traktorów (ChTZ), która powstał w latach 1930-1931.
Wiosną 1936 zespół debiutował w Grupie G Mistrzostw ZSRR, w której zajął pierwsze miejsce, ale nie uzyskał promocji i jesienią nadal występował Grupie G, w której ponownie zajął pierwsze miejsce. W 1936 również startował w rozgrywkach Pucharu ZSRR. Powstała też szkoła dla młodych piłkarzy.
W 1937 już pod nazwą Traktor występował w Grupie W. W 1938 roku, po reformie systemu lig piłkarskich w ZSRR, stracił miejsce w mistrzostwach ogólnokrajowych i po raz trzeci startował w rozgrywkach Pucharu ZSRR. W latach 1939 i 1940, po kolejnej reorganizacji systemu lig, został zakwalifikowany do mistrzostw ZSRR w Grupie B (II poziom).
Po wybuchu Wielkiej Wojny Ojczyźnianej w 1941 r., wyposażenie zakładu i załogę ewakuowano do Rubcowska, w Kraju Ałtajskim na Syberii. Tam funkcjonowała jako Ałtajska Fabryka Traktorów (ros. Алтайский тракторный завод), która rozpoczęła produkcję w 1942 r. 24 października 1941 r. Charków został zajęty przez wojska niemieckie, a zakład w czasie walk został prawie całkowicie zniszczony. W sierpniu 1943 Charków został wyzwolony przez wojska radzieckie, i natychmiast rozpoczęto prace nad odbudową fabryki. Produkcję wznowiono pod koniec 1944. W kwietniu 1946 roku zjednoczony zespół Traktor Sim (Sim, to skrót sąsiedzkiej fabryki Serp i Młot) startował w turnieju z charkowskimi drużynami Zdorowja Traktor i Dynamo, zwycięzca którego awansował do przyszłych rozgrywek Mistrzostw ZSRR.
Dopiero po zakończeniu II wojny światowej klub w 1946 ponownie występował w Trzeciej Grupie, ukraińskiej strefie wschodniej, w której zajął pierwsze miejsce, a następnie w turnieju finałowym zdobył 3 miejsce. Jednak w następnym sezonie 1947, po kolejnej reformie systemu lig, już nie znalazło się miejsca dla charkowskiej drużyny w ogólnokrajowych rozgrywkach na szczeblu profesjonalnym.
Kolejny start przypadł w roku 1949, kiedy to klub z obecną nazwą Torpedo występował w Drugiej Grupie, ukraińskiej strefie. Zmiana nazwy była spowodowana faktem, że związki zawodowe pracowników produkcji traktorów w ramach konsolidacji DST zostały przyłączone do dobrowolnego towarzystwa sportowego "Torpedo". W 1949 po raz kolejny startował również w rozgrywkach Pucharu ZSRR.
Przez następne 11 lat ponownie nie brał udziału w ogólnokrajowych rozgrywkach piłkarskich, ale występował w mistrzostwach Ukraińskiej SRR (w których został brązowym i srebrnym medalistą odpowiednio w 1953 i 1959 r.) oraz w Pucharze Ukraińskiej SRR (zdobywając go w 1958 roku).
W 1959 klub rozegrał serie międzynarodowych meczów piłkarskich w Maroku. Również brał udział w 7. Światowym Festiwalu Młodzieży i Studentów w Austrii, w którym zdobył srebrne nagrody.
W 1960 klub kolejny raz przystąpił do rozgrywek w Klasie B, ukraińskiej strefie 2. W 1963, po kolejnej reformie systemu lig ZSRR, został zakwalifikowany poziom niżej do Klasy B, ukraińskiej strefy 2, w której występował do 1969. Również od 1961 do 1968 zespół startował w rozgrywkach Pucharu ZSRR. W 1970 roku, po kolejnej reformie lig piłkarskich ZSRR, nie grał w rozgrywkach ogólnokrajowych.
Później jako ChTZ (ChTZ - skrót od Charkowski Traktorowy Zakład) występował tylko w rozgrywkach lokalnych.
W 2001 klub przyjął nazwę Torpedo-ChTZ. Zespół juniorów brał udział w Młodzieżowych Mistrzostwach Ukrainy.

## Sukcesy
- Klasa B Mistrzostw ZSRR:
  - 8 miejsce (1x): 1962 (ukraińska strefa 1)
- Puchar ZSRR:
  - 1/16 finału (1x): 1936
- Mistrzostwa Ukraińskiej SRR:
  - wicemistrz (1x): 1959
  - brązowy medalista (1x): 1953
- Puchar Ukraińskiej SRR:
  - zdobywca (1x): 1958
- Mistrzostwa obwodu charkowskiego:
  - mistrz (1x): 1953
- Puchar obwodu charkowskiego:
  - zdobywca (3x): 1952, 1954, 1957
  - finalista (1x): 1984
- Mistrzostwa Charkowa:
  - mistrz (1x): 1940 (w)

## Inne
- Metalist Charków
- Serp i Mołot Charków